# Nieuwe Kerk
Nieuwe Kerk (Nova Igreja) é um templo religioso do século XV em Amsterdã, situada na Praça Dam, junto ao Palácio Real.

## História
O bispo de Utrecht deu à cidade de Amsterdã permissão para utilizar uma segunda igreja paroquial em 1408 devido ao fato que a Oude Kerk (Velha Igreja) ficou demasiadamente pequena para a crescente população da cidade. A Nieuwe Kerk foi consagrada a Santa Maria e a Santa Catarina.
A igreja sofreu danos pelos incêndios da cidade em 1421 e 1452 e queimou quase na sua totalidade em 1645, depois do que foi reconstruída em estilo Gótico. Foi submetida a reformas importantes entre 1892 e 1914, o que somou muitos detalhes neogóticos, e foi reformada novamente entre 1959 e 1980. Foi depois da reforma nos anos 1970, que foi bem cara para a Igreja Reformada Neerlandesa, quando se pensou em fechar o templo para poupar o dinheiro da manutenção. Decidiu-se, então, transferir a propriedade em 1979 a uma organização cultural recém-formada, chamada Nationale Stichting De Nieuwe Kerk.
Nieuwe Kerk é o lugar de sepultamento dos heróis navais neerlandeses, incluindo o almirante Michiel de Ruyter, o comodoro Jan van Galen e Jan van Speyk. O poeta e dramaturgo Joost van den Vondel também está enterrado na igreja.
No dia 2 de fevereiro de 2002, foi o cenário do casamento de Willem-Alexander, Príncipe Herdeiro dos Países Baixos e Máxima Zorreguieta. Em  30 de abril de 2013, foi o local da investidura de Willem-Alexander como monarca do Reino dos Países Baixos.

## Galeria

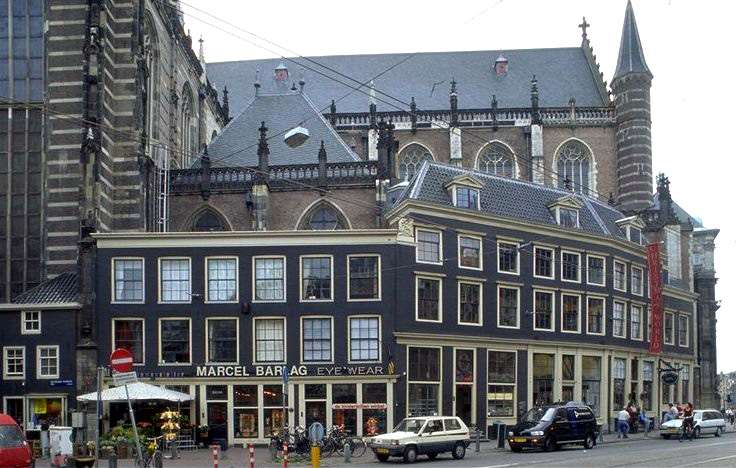
Casas anexas à Igreja
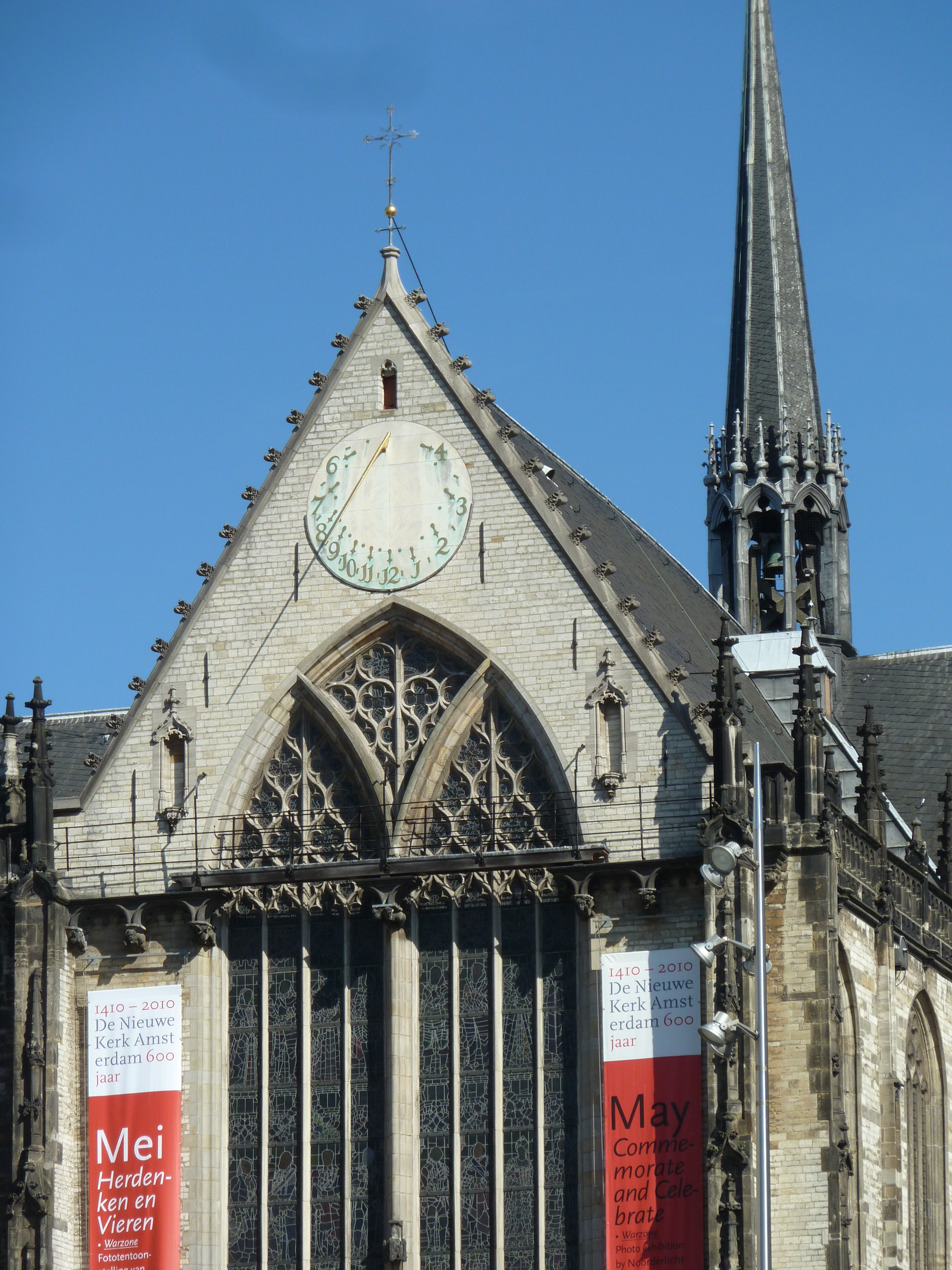
Vitral e flecha
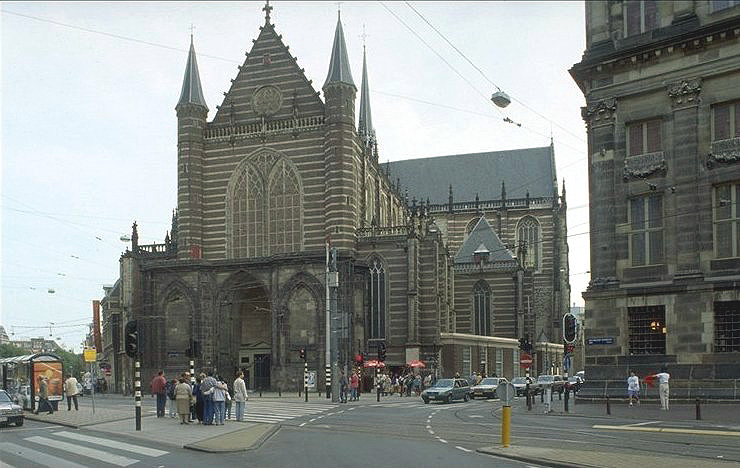
Antiga entrada
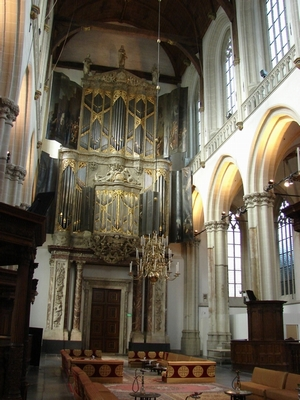
Vista interior
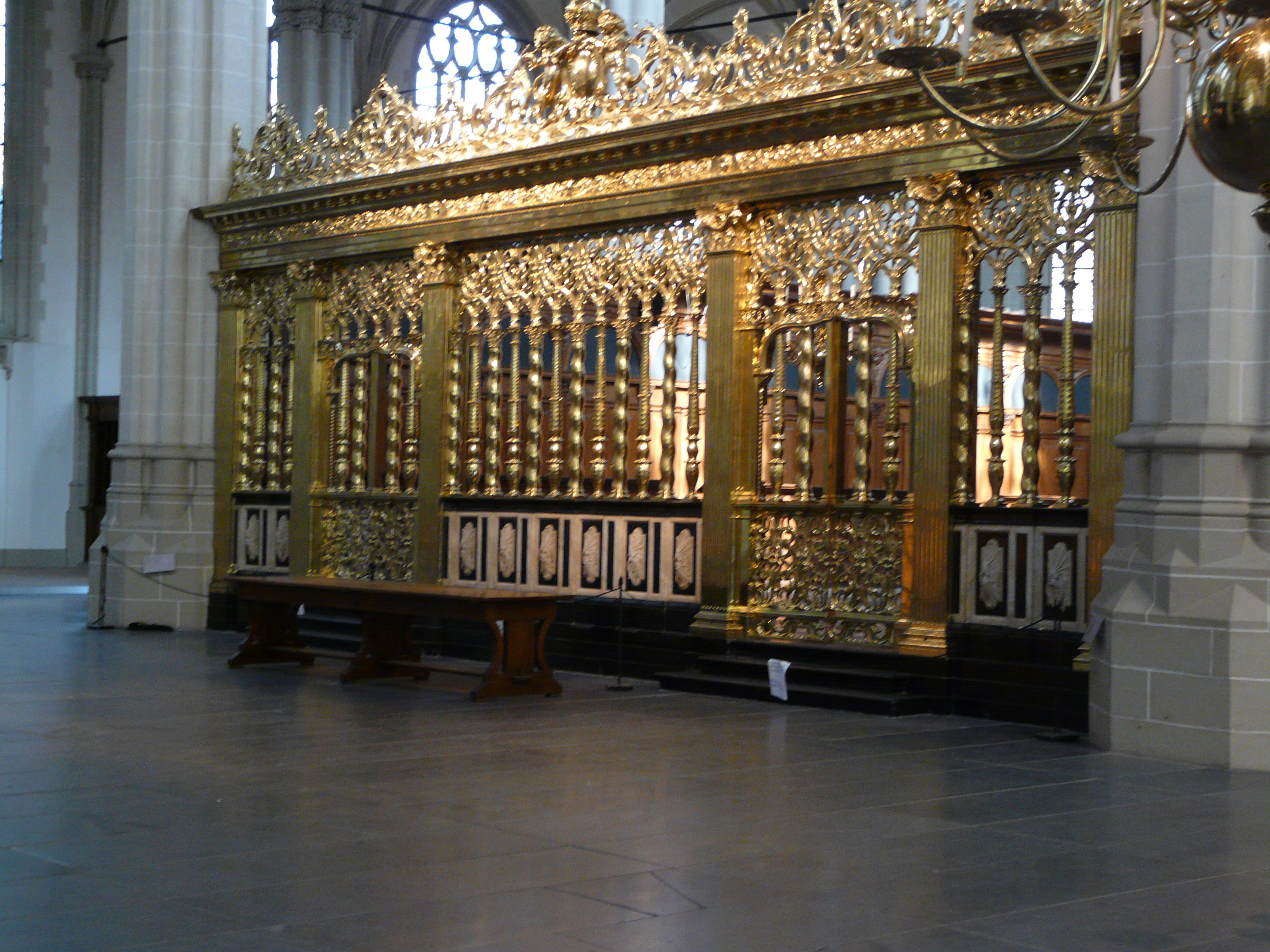
Porta do coral
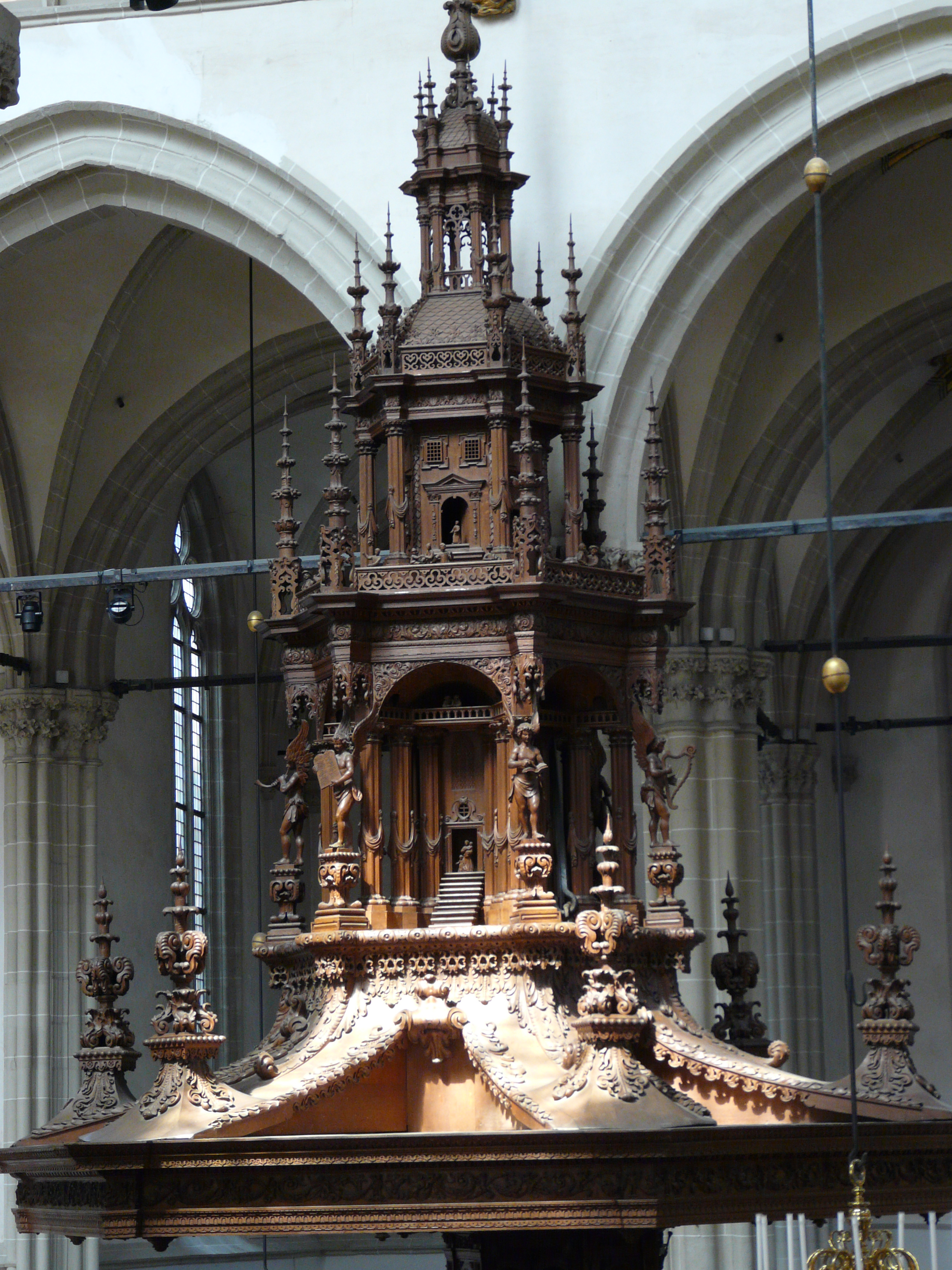
Detalhe do púlpito
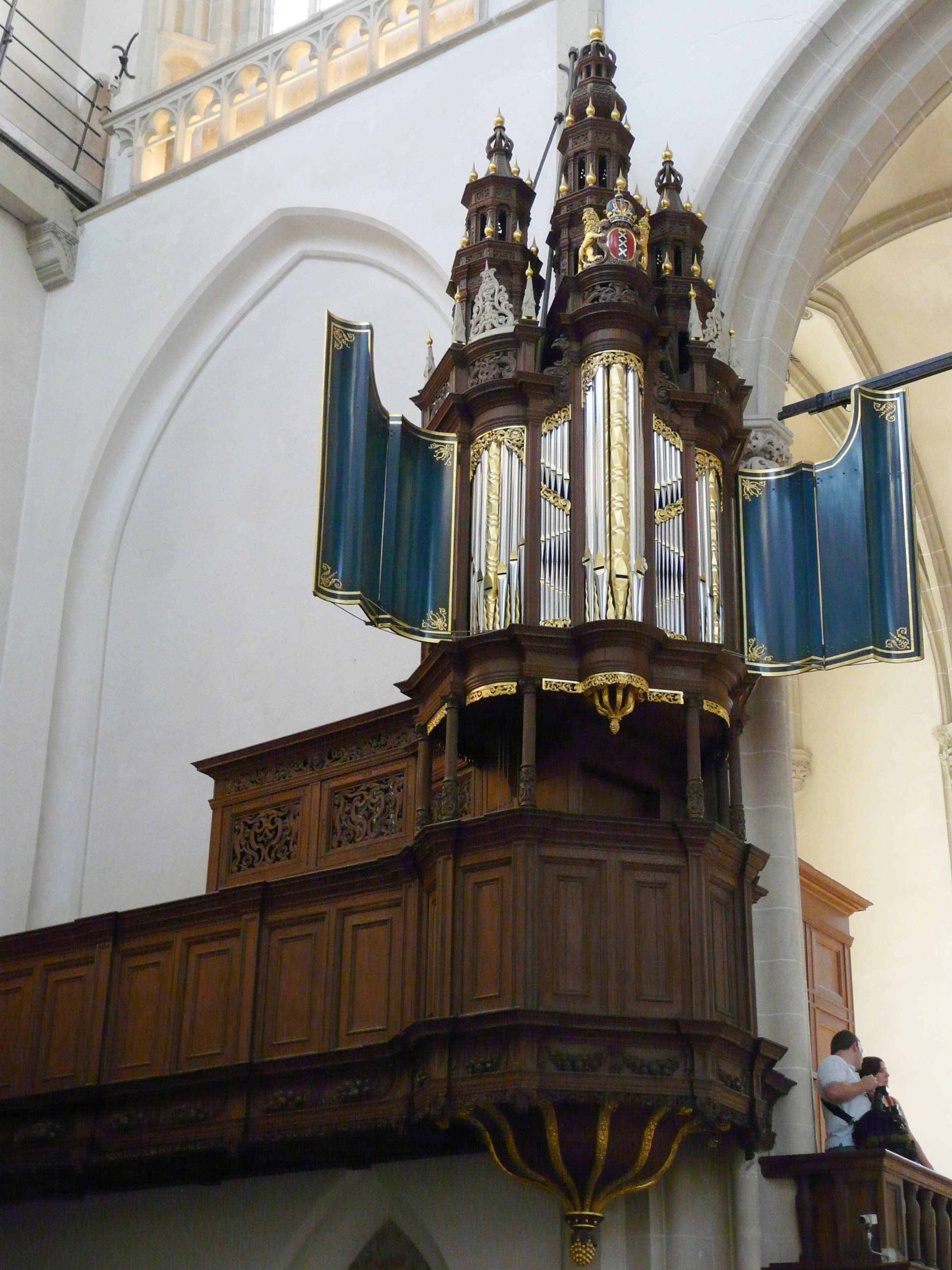
Antigo órgão
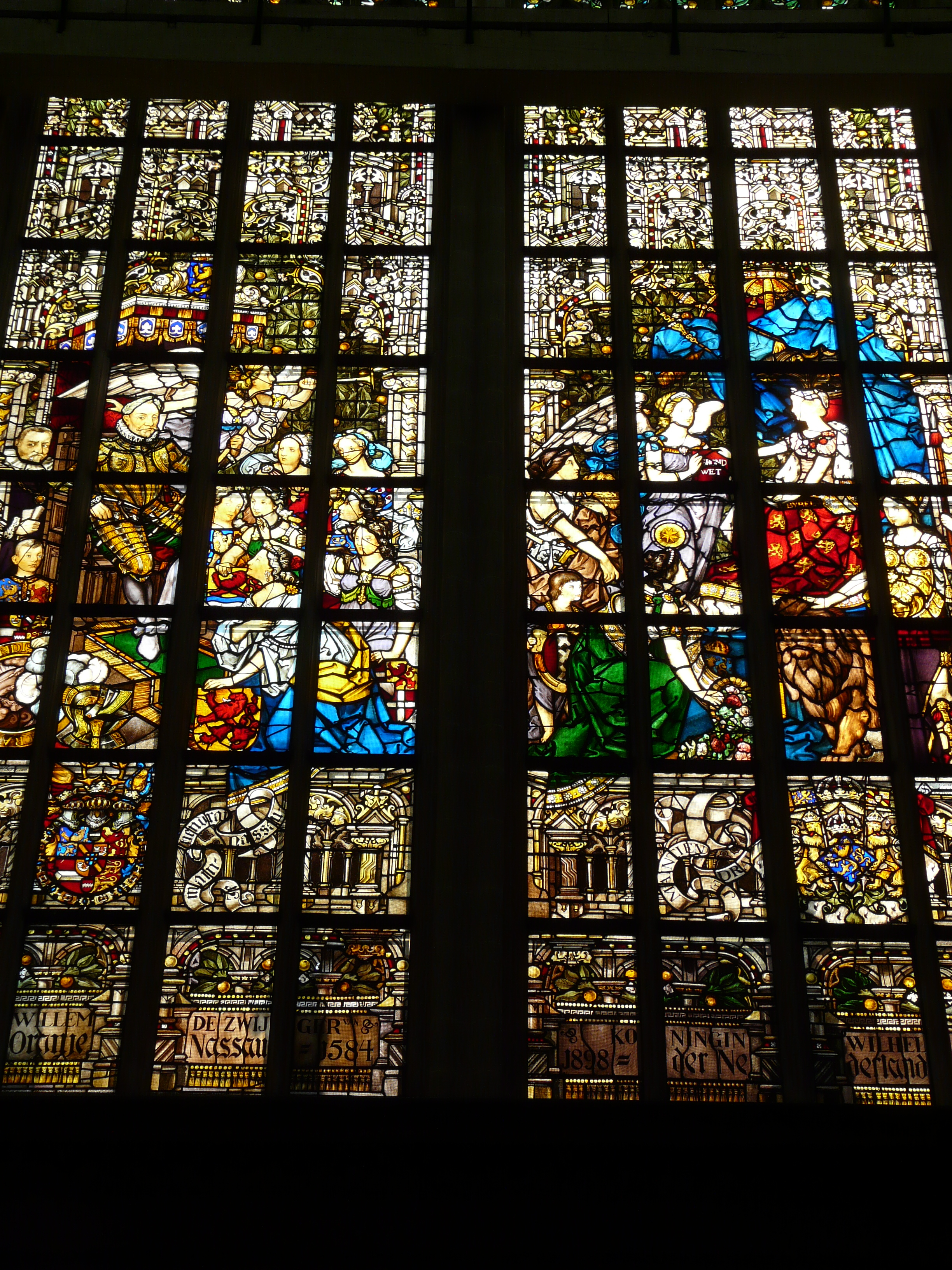
Vitrais
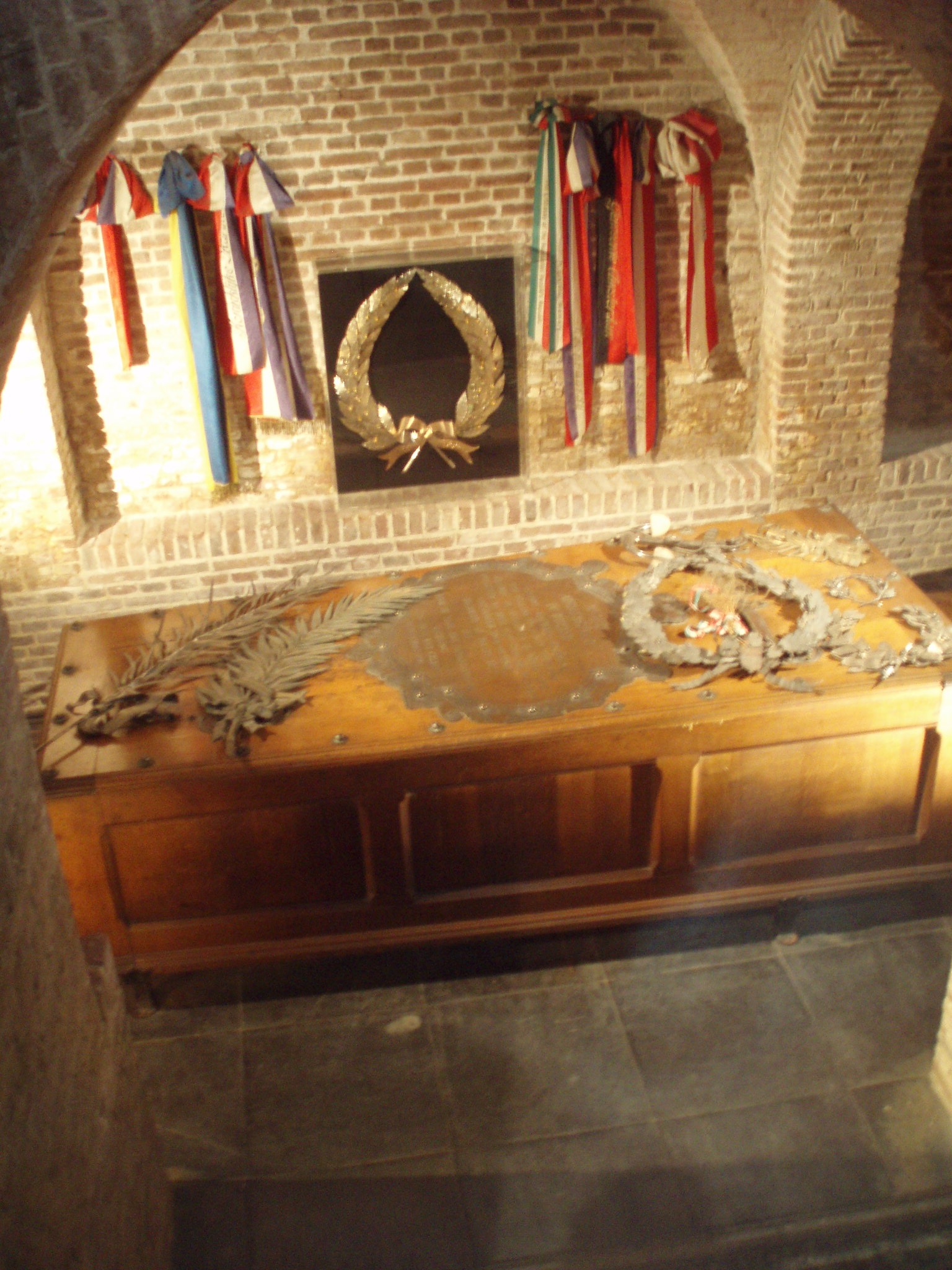
Tumba de Michiel de Ruyter
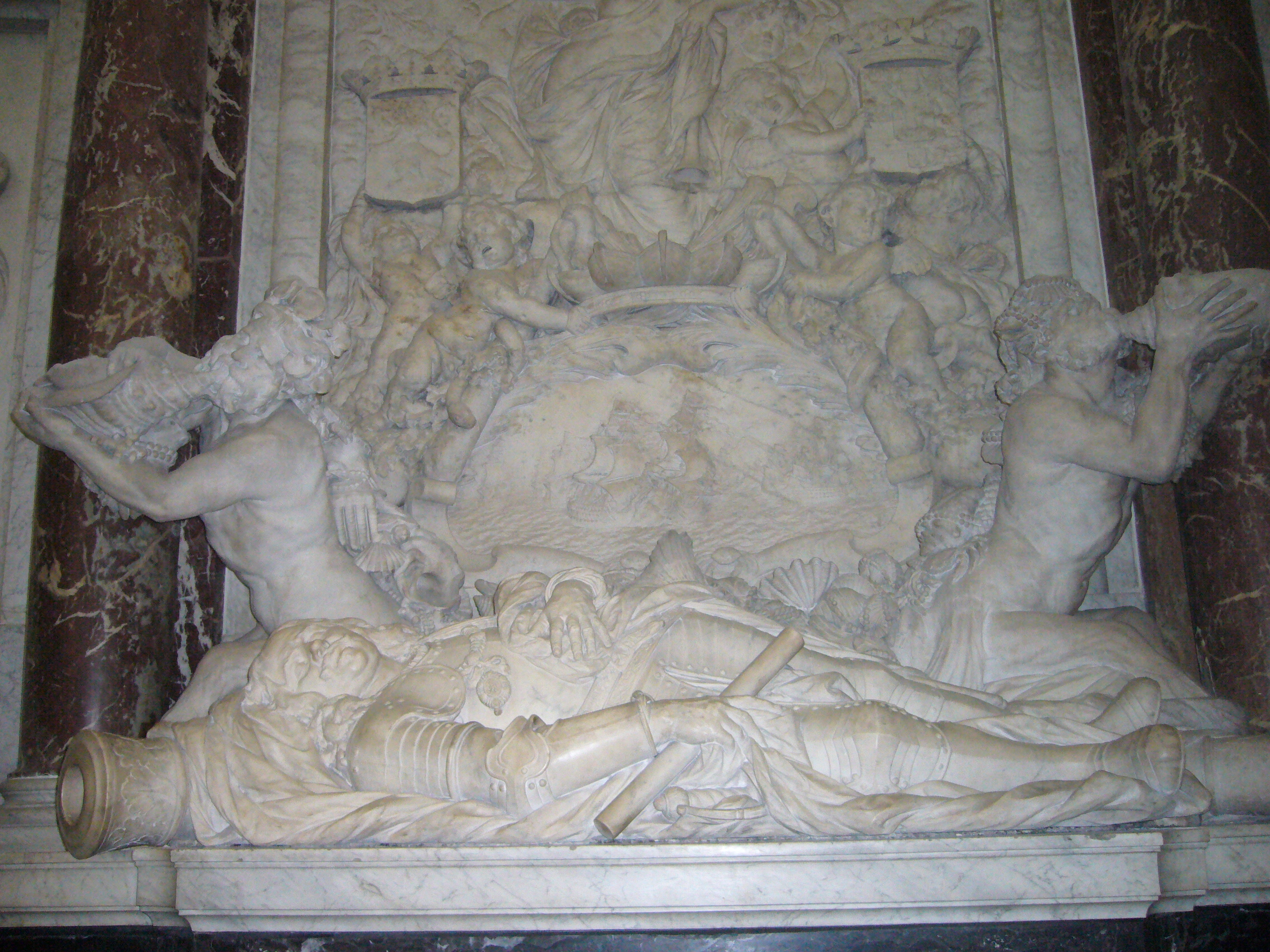
Detalhe do monumento a Michiel de Ruyter